# Teresa Wasserab
Teresa Wasserab (ur. w 1934) – polska lekkoatletka, sprinterka i skoczkini w dal.
Srebrna medalistka zimowych mistrzostw Polski w skoku w dal (1951).
Jednokrotna reprezentantka Polski w meczu międzypaństwowym (1951).

## Rekordy życiowe
- Bieg na 60 metrów – 8,0 (1951)[1]
- Bieg na 100 metrów – 12,9 (1951)[1]
- Skok wzwyż – 1,43 (1953)[1]
- Skok w dal – 5,49 (1951)[1]
- Trójbój – 144 pkt. (1951)[1]